# Conseil Blanc
Le Conseil Blanc est un groupe de personnages présent dans le legendarium de l'écrivain britannique J. R. R. Tolkien, cité dans Le Seigneur des anneaux. Composé de magiciens (Saroumane le Blanc, Gandalf le Gris) et d'Elfes (Círdan des Havres Gris, Elrond de Fondcombe, Galadriel et Celeborn de la Lothlórien), il se réunit pour faire face à la menace grandissante que représentait Dol Guldur. Il comptait peut-être d'autres membres comme les seigneurs Elfes, Nains et Hommes des peuples libres la Terre du Milieu.

## Histoire
La première rencontre du Conseil Blanc se tint en l'an 2463 du Troisième Âge, alors que Sauron avait réinvesti la forteresse de Dol Guldur, au sud de la Forêt Noire. Le Conseil avait pour but d'établir un plan permettant de lutter contre Sauron. L'initiatrice du projet, Galadriel, souhaitait que Gandalf le préside, mais ce dernier refusa, laissant sa place à Saroumane. Saroumane était un magicien blanc (cette couleur étant la plus haut placée de leur ordre), alors que Gandalf était vêtu de gris, ce qui le plaçait plus bas dans la hiérarchie des mages envoyés par les Valar.
En 2851 T.A. une nouvelle réunion eut lieu, après que Gandalf eut découvert que Sauron s'était réfugié à Dol Guldur. Il désirait attaquer la forteresse et exposa son plan au conseil. Cependant, Saroumane s'y opposa car il s'était mis en quête de l'Anneau unique. En 2941 T.A., soit 90 années plus tard, Saroumane se décida finalement à attaquer Dol Guldur, afin que Sauron et ses serviteurs ne puissent pas fouiller les Champ d'Iris (lieu où Isildur aurait perdu l'anneau après l'avoir ravi à Sauron) pour y retrouver l'Unique. Il était cependant trop tard : Sauron fuit et retourna finalement en Mordor dix années plus tard.
La dernière réunion du Conseil Blanc se tint en 2953 T.A.. Obsédé par sa quête de l'Anneau, Saroumane fit croire au Conseil que celui-ci était bel et bien perdu. Plus tard, le magicien blanc se rangea définitivement du côté de Sauron et le Conseil Blanc fut alors dissous,. 
En 3018 T.A., alors que la Guerre de l'Anneau était sur le point de commencer, un conseil réuni à l'appel d'Elrond et nommé, en son nom, Conseil d'Elrond, est convoqué. Il se plaça néanmoins dans la continuité du Conseil Blanc et eut lieu à Fendeval, en présence de représentants des différents peuples libres de la Terre du Milieu opposés à Sauron : Elfes de Fondcombe, des Havres Gris et de la Forêt Noire, Nains d'Erebor, Hommes du Gondor, Dúnedain du Nord et Hobbits de la Comté. C'est ce conseil qui décida de la création de la Communauté de l'Anneau, qui devrait conduire l'Anneau unique jusque dans les flammes de la Montagne du Destin, en Mordor, pour le détruire. Il semble que les Elfes de la Lothlórien, les Hommes du royaume du Rohan, les Hommes du Val et les Nains des Collines de Fer figurent parmi les peuples libres de la Terre du Milieu non représentés à ce conseil.

## Homonymie
Dans l'œuvre de Tolkien, on trouve un premier Conseil Blanc, en l'année 1700 du Second Âge. On ne trouve que peu d'informations sur ce premier conseil, mais on sait néanmoins qu'il était au moins composé d'Elrond et de Gil-Galad, car il est dit que c'est pendant ce conseil que ce dernier donna Vilya à Elrond.

## Adaptations
Le Seigneur des Anneaux : le Conseil Blanc est aussi un jeu de rôle dont le développement pour PC, Xbox 360 et PlayStation 3 fut suspendu[réf. à confirmer].
Une réunion du Conseil blanc apparaît dans le film Le Hobbit : Un voyage inattendu, réalisé par Peter Jackson. Elrond, Gandalf, Galadriel et Saroumane sont les seuls présents.